# Reginald Aldworth Daly
Reginald Aldworth Daly (* 18. März 1871 in Napanee, Ontario; † 19. September 1957 in Cambridge, Massachusetts) war ein kanadischer Geologe.

## Leben
Daly studierte an den Universitäten in Toronto, Cambridge (Massachusetts), Heidelberg und Paris. Bereits ab 1895 lehrte er an der Harvard University. Von 1901 bis 1907 war er als kartierender Geologe bei der Internationalen Grenzkommission Kanadas tätig. Von 1907 bis 1912 lehrte er am Massachusetts Institute of Technology (MIT) und anschließend bis 1942 als Sturgis Hooper Professor für Geologie an der Harvard University.
Er untersuchte die Gesteine entlang eines mehr als 600 Kilometer langen Streifens am 49. Breitengrad. Darauf beruhend formulierte er eine Theorie magmatischer Gesteine, die er 1914 in seiner Arbeit Igneous Rocks and Their Origin veröffentlichte. Er war ein früher Verfechter von Alfred Wegeners und Arthur Holmes’ Kontinentaldrift-Theorie, worüber er ein Buch (Out mobile earth) publizierte. Zwischen dem 30. Oktober und dem 25.  November 1921 führte er mit Mitteln des Shaler Memorial Fund der Harvard-Universität auf der mittelatlantischen Insel Ascension Feldarbeiten durch, auf deren Grundlage die erste geologische Karte entstand. Daly publizierte 1946 die Kollisionstheorie der Entstehung des Mondes.
1909 wurde Daly in die American Academy of Arts and Sciences gewählt, 1913 in die American Philosophical Society und 1925 in die National Academy of Sciences. 1921 wurde er Ehrenmitglied (Honorary Fellow) der Royal Society of Edinburgh. 1929 wurde er korrespondierendes Mitglied der Akademie der Wissenschaften der UdSSR, 1946 der Académie des sciences in Paris und 1950 auswärtiges Mitglied der Königlich Niederländischen Akademie der Wissenschaften. 1932 war er Präsident der Geological Society of America. Er wurde 1935 mit der Penrose-Medaille der Geological Society of America ausgezeichnet, 1942 mit der Wollaston-Medaille der Geological Society of London und 1946 mit der William Bowie Medal der American Geophysical Union. Krater auf dem Mars und dem Mond (Mondkrater Daly) sowie der Asteroid (13748) Radaly und das seltene Mineral Dalyit sind nach ihm benannt, und sein Haus in Cambridge (das Reginald A. Daly House) ist heute denkmalgeschützt als National Historic Landmark.

## Werke
- 1901: Scientific Expedition to Iceland, Greenland and Labrador. In: Science. Band 13, Nr. 318, S. 192, PMID 17816318.
- 1901: Notes on Oceanography. In: Science. Band 13, Nr. 337, S. 951–954; PMID 17733661.
- 1912: Geology of the North American Cordillera at the 49th Parallel (= Canada Department of Mines Geological Survey Memoir, Band 38). Government Printing Office, Ottawa
- 1914: Igneous rocks and their origin. McGraw Hill, New York
- 1916: A New Test of the Subsidence Theory of Coral Reefs. In: Proceedings of the National Academy of Sciences. Band 2, Nr. 12, S. 664–670; PMID 16586654.
- 1917: Low-Temperature Formation of Alkaline Feldspars in Limestones. In: Proceedings of the National Academy of Sciences. Band 3, Nr. 11, S. 659–665; PMID 16576265.
- 1918: Genesis of the alkaline rocks. In: Journal of Geology. S. 97–134
- 1920: A General Sinking of Sea-Level in Recent Time. In: Proceedings of the National Academy of Sciences. Band 6, Nr. 5, S. 246–250; PMID 16586806.
- 1926: Our mobile Earth. Scribners, New York
- 1931: Gardiner on Coral Reefs. In: Science. Band 74, Nr. 1927, S. 566–567; PMID 17807633.
- 1933: The Depths of the Earth. In: Science. Band 77, Nr. 1987, S. 95–102; PMID 17797838.
- 1933: Igneous rocks and the depths of the Earth. McGraw Hill, New York, Neuauflage 1962
- 1935: Densities of Rocks Calculated from Their Chemical Analyses. In: Proceedings of the National Academy of Sciences. Band 21, Nr. 12, S. 657–663; PMID 16588027.
- 1946: Origin of the Moon and its topography. In: Proceedings of the American Philosophical Society. Band 90, S. 104–119.